# 折山みゆ
折山 みゆ（おりやま みゆ、1991年10月9日 - ）は、東京都出身のタレント、女優、グラビアアイドル。ジャパン・ミュージックエンターテイメント所属。

## 略歴
2008年セイコレ☆ジャパンのセイコレGirlsグランプリに選ばれる。
2011年7月31日、事業変更のため所属事務ミルキットHPが閉鎖された。

## 人物
特技は空手、バドミントン、水泳、ピアノ

## 出演
役名の太字は主演作品。

### テレビドラマ
- アイシテル〜海容〜（2009年4月15日 - 6月17日、日本テレビ） - 宏美 役
- ほんとにあった怖い話 「怨みの代償」（2009年8月25日、フジテレビ ） - 新堂美奈子 役
- サムライ・ハイスクール（2009年10月17日 - 12月12日、日本テレビ） - 挟間和沙 役
- 筆談ホステス〜母と娘、愛と感動の25年。届け!わたしの心〜（2010年1月10日、毎日放送） - 朋子 役
- 逃亡弁護士（2010年7月6日 - 9月14日、関西テレビ） - 二ノ宮まどか 役
- 歌セラ 第9話 「唄を忘れたカナリア」（2010年12月9日、TUY・TBC・HBCほか、「歌セラ」製作委員会） - マキ 役
- 理想の息子 第1話（2012年1月14日、日本テレビ）
- サマーレスキュー〜天空の診療所〜（2012年7月8日 - 、TBS） - 宮下エミリ 役

### テレビ
- アンタッチャブルのちょいマキでやってみよう!（2008年9月12日、朝日放送） - みゆ（紫田家六女） 役
- ゴッドタン〜The God Tongue 神の舌〜（2009年11月11日・2010年2月10日、テレビ東京）

### Webドラマ
- 神児遊助のげんきのでる恋 （2009年9月1日 - 5分×全12話、BeeTV） - 竹田レイ 役

### OVA
- 地獄甲子園（2009年、集英社、Liverpool） - 女の子 役

### 映画
- 口裂け女0ビギニング（2008年12月6日、日本スカイウェイ） - 井上美里 役
- ROOKIES-卒業-（2009年5月30日、東宝） - マネージャー（笹崎高校野球部） 役
- 深海獣雷牙（2009年10月3日、クロスロード） - 江戸祭 役
- アメイジング グレイス〜儚き男たちへの詩〜（2011年8月13日、レオーネ / MGF JAPAN） - なな 役

### CM
- ネクソン メイプルストーリー 「どうしてもやりたい 篇」 / 「安心・安全宣言 篇」（2008年12月 - ）

### PV
- Metis 「ずっとそばに…」（2009年4月15日）

## リリース作品

### 写真集
- 折山みゆ1st写真集『みゆぽ』（2009年7月23日発売、集英社、栗山秀作撮影）
- 折山みゆ2nd写真集『REAL18（リアルエイティーン）』（2010年7月25日発売、 彩文館出版、上野勇撮影）

### DVD
- WEEKLY YOUNG JUMP PREMIUM DVD「みゆぽ」（2009年10月29日、リバプール）
- 「卒業〜これからも・・・」（2010年3月26日、リバプール）
- REAL18（2010年6月25日、グラッソ）